# Hemoragická horečka Marburg
Hemoragická (krvácivá) horečka Marburg, též Marburská nemoc, virové onemocnění Marburg, Marburg hemoragická horečka, je zoonózou, způsobenou filovirem (Filoviridae) Marburg, blízce příbuzným viru Ebola. Nemoc byla pojmenována po městě prvního výskytu v Evropě – Marburgu.
Byl prokázán mezilidský přenos.

## Původce
Nemoc vyvolává virus Marburg z rodu Filovirus a čeledi Filoviridae.

## Rezervoár (zdroj)
Rezervoárem tohoto viru jsou jak primáti (první případ v Marburgu byl způsoben importem kočkodana obecného), tak letouni (netopýři a kaloni).

## Výskyt
Nemoc se vyskytuje v Subsaharské Africe.

## Přenos
Přenáší se krví, slinami, močí nebo stolicí nemocného, přímým kontaktem s infikovaným organizmem (netopýr/kaloň, opice, člověk), kontakt se zpracovávanou zvěřinou, u laboratorních primátů i přenos vzduchem.

## Klinický obraz (příznaky nemoci)
Nemoc začíná bolestmi svalů a kloubů, bolestmi hlavy, zad a končetin,, náhlým vzestupem teploty (horečky) a zimnicí, těžkým zánětem hltanu, zvracením, průjmy ústícími v dehydrataci a selhání ledvin.
- obvykle výskyt žloutenky[1]
- krvácení a nekrózy prakticky všech orgánů (multiorgánové postižení)[5]
- časté kožní krvácivé projevy[1], tj. výsev skvrn a pupínků (makulopapulózní exantém) 5.–8. den[5]. Začíná na obličeji[5], dochází k rozvoji vyrážky na trupu a končetinách[4]
- postižení CNS z důvodu poškození mozkové tkáně[4] se projevuje nejprve zmateností, posléze přechází do bezvědomí a končí kómatem[3]

U těžkého průběhu nastává smrt do 15–20 dnů. Příčinou smrti je velká krevní ztráta a oběhový šok.

## Inkubační doba
3–9 dní.

## Léčba
Léčba je pouze symptomatická (neřeší příčinu nemoci, pouze potlačuje potíže), očkovací látka není zatím k dispozici.

## Míra úmrtnosti
Úmrtnost je vysoká - 23% až 90%), případně 27-88%.

## Následky nemoci
- Retinitida (zánět sítnice očí)[6]
- Orchitida (zánět varlat)[6]
- Hepatitida (zánět jater)[6]
- Uveitida (zánět uvnitř pigmentované vrstvy oka)[6]
- Příčná myelitida (zánět části míchy)[6]
- Encefalitida (zánět mozku)[6]

## Případy výskytu
- 1967 Marburg a Bělehrad
- 10.7.2008 cestovatelka[7] po návratu z Ugandy byla v kontaktu s kaloni malými v jeskyních[3]. K přenosu člověk-člověk v tomto případě nedošlo[8]
- 2012 Uganda - z patnácti nakažených čtyři zemřeli, tj. úmrtnost 27%)[9]
- 2014 Uganda - 1 zdravotník zemřel[9][p 1]